# Józef Chmielewski (nauczyciel)
Józef Chmielewski (ur. 12 stycznia 1842 w Bochni, zm. 19 grudnia 1900 w Dębnikach) – polski nauczyciel, inspektor szkolny, działacz oświatowy, pisarz.

## Życiorys
Józef Chmielewski urodził się w 12 stycznia 1842 w Bochni. Uczył się w gimnazjum w Krakowie, gdzie ukończył także dwuletni kurs nauczycielski. Jako nauczyciel pracował w szkole ludowej na Podgórzu, w Nowym Sączu. Uczył w szkole ćwiczeń przy C. K. Państwowym Seminarium Nauczycielskim Męskim w Tarnowie. Potem pracował jako c. k. okręgowy inspektor szkolny w Sanoku, w Mielcu, a od 1884 w Wadowicach. W ostatnich kilkunastu latach życia był nauczycielem ćwiczeń w szkole ćwiczeń przy C. K. Państwowym Seminarium Nauczycielskim Męskim w Krakowie.
Udzielał się w działalności oświatowej. 7 lutego 1880 został wybrany prezesem zarządu oddziału Polskiego Towarzystwa Pedagogicznego. Przez działaczy okręgu brzozowskiego tej organizacji został określony jako prawdziwy ojciec nauczycielstwa.
Pisał artykuły i broszury w tematyce pedagogicznej i oświatowej, metodyki nauczania. W tym zakresie swoje prace ogłaszał w tygodniku „Szkoła” (organie prasowym Towarzystwa Pedagogicznego) oraz w prasie warszawskiej. Tworzył też powiastki, opowiadania, wierszyki dla dzieci, często o charakterze moralizatorskim, które publikowano w pismach ludowych, m.in. „Dzwonek”, „Chata”, „Włościanin” i „Zagroda”, przy czym dwóch ostatnich był redaktorem. Był autorem piosenek dla dzieci, np. Kiedy kwitną kwiatki, Sen spędzajcie z oczek czoła. Jako pisarz posługiwał się pseudonimami „Józef z Bochni” oraz „Bakałarz z Podgórza”. Pochlebnie wypowiadał się o nim krytyk Piotr Chmielowski.
Zmarł 19 grudnia 1900 w Dębnikach po kilku miesiącach choroby w wieku 59 lat. Został pochowany na Cmentarzu Podgórskim.

## Publikacje
- Zbiór najnowszych powinszowań dla małych dzieci jako też i dorosłym, służyć mogące na imieniny, urodziny, nowy rok i t. p., dla rodziców dziadków, babek, opiekunów, chrzestnych ojców, wujaszków, nauczycieli, przyjacieli, dobrodziejów i t. d. (1860)
- Zbiór pieśni dla młodzi szkolnej (1867)
- Wiązanka zawierająca powiastki, wiersze i opowiadania w nagrodę dla pilnych i grzecznych dzieci (1867)
- O nauce geografii w szkole ludowej w ogólności, porzecze rzeki Białej w szczególności (1875)[15]
- Metodyczne opracowanie pod względem historycznym ustępu: „Król na weselu kowala” (nr. 30 w drugiej książce do czytania) poprzedzone uwagami o sposobie udzielania historyi w szkole ludowej (1876)[16]
- Jakie są przymioty dobrego nauczyciela (1876)[17]
- Metodyczne opracowanie pod względem historycznym ustępu pt.: „Batożki Kościuszki” (z II książki do czytania) (1876)[18]
- Praktyczne opracowanie pod względem historycznym 183 kawałka pt.: „Śmierć hetmana Żółkiewskiego” z IIIciej książki do czytania (1876)[19]
- August Adam Jeske (1876)[20]
- Nauka przygotowawcza w klasie Iszej szkoły ludowej przed użyciem Elementarza (1877)[21]
- O nauce pod względem wpływu na zdrowie (1878)[22]
- Hans Chrystyan Andersen (1878)[23]
- Szkoły i zakłady wychowawcze w Konstantynopolu (1878)[24]
- Pierwsza szkoła niedzielna w Niemczech (1878)[25]
- Pouczyć dzieci o czasowniku na podstawie kawałka 9go pod napisem: „Brzoskwinie” z I. książki do czytania (1878)[26]
- Z życia jaskółek (1878)[27]
- Matki poetów niemieckich (1878)[28]
- O drobiu (1878)[29]
- W jaki sposób może się nauczyciel przyczynić do podniesienia szkół w gminie (1880)[30]
- O przyzwyczajeniu pod każdym względem, a szczególnie pedagogicznym (1880)[11]
- O zamiłowaniu w zawodzie (według Ignacego Vogtha) (1880)[31][11]
- Jak może nauczyciel pozyskać miłość i szacunek dzieci jakoteż gminy (1880)[32]
- Szkółka wiejska w r. 1876 (1880)[11]
- O znaczeniu i ważności stowarzyszeń nauczycielskich (1880)[33]
- O szkolnictwie ludowem w Chinach (1881)[34]
- Z praktyki szkolnej. O dzieciach bez talentu (1881)[35]
- Prawidła wychowania domowego. Kilka uwag dla rodziców (1881)[36]
- O szkolnych biblioteczkach dla dzieci (1881)[37]
- Dzieci i matki. Obrazki wierszem i prozą (1883)[38]
- Dwieście lat temu. Na pamiątkę dwóchsetletniej rocznicy odsieczy miasta Wiednia (1883)
- Zbiór powinszowań dla dzieci młodszych i starszych płci obojej, na imieniny, urodziny, Nowy Rok i t.d. dla osób różego stanu i wieku (wyd. 2, 1884)
- O szanowaniu siebie i swego stanu. Rzecz dla nauczycieli szkół ludowych (1885)
- Dwanaście artykułów nauczyciela ludowego (1886)[39]
- Przykłady z życia zacnych ludzi. Na pożytek ludu (1886)
- Zbiór powinszowań dla dzieci młodszych i starszych wierszem i prozą osobom różnego stanu i wieku (1918)
- Zbiór powinszowań dla dzieci młodszych i starszych wierszem i prozą osobom różnego stanu i wieku (1931)